# دوکوو
دوکوو (به آلمانی: Duckow) یک شهر در آلمان است که در Mecklenburgische Seenplatte District واقع شده‌است. دوکوو ۴۲۰ نفر جمعیت دارد.